# Royal Durban Golf Club
De Royal Durban Golf Club is een golfclub in Durban, Zuid-Afrika. De club is opgericht in 1892 en heeft een 18-holes golfbanen met een par van 72.

## Geschiedenis
De club werd in 1892 door de lokale bankier John Watt opgericht als de Durban Golf Club. Het is een links-baan op het terrein van de Greyville Racecourse.
De eerste golfbaan was erg primitief. De greens waren van aangestampte klei en het gras op de fairways was ook van betreurenswaardige kwaliteit. Ook had de baan regelmatig last van overstromingen. Toen in de jaren na de Eerste Wereldoorlog het toerisme een belangrijke groei doormaakte, werd het belangrijk om een goede golfbaan te hebben. In 1925 werd de oude baan bezocht door Eduard VIII, die toen nog de prins van Wales was.

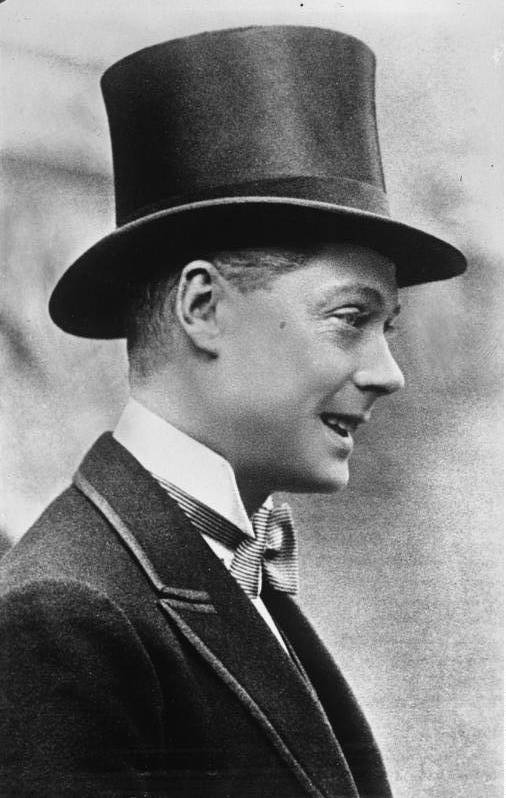
Eduard VIII

In 1932 werd de baan opnieuw aangelegd en een nieuw clubhuis verving het oude houten gebouwtje dat voorheen gebruikt werd. Bob Grimsdell van Colt & Allison of London, Paris & New York ontwierp de baan. Omdat de baan in de racebaan lag, mochten er geen bomen komen, die zouden het uitzicht op de races blokkeren. Er zijn ook geen bunkers of waterpartijen, de moeilijkheid zit in de zware rough en de wind. Mark McNulty was de eerste professional, die op deze baan onder de 280 scoorde met vier rondes van 69. Tommy Horton won het Zuid-Afrikaans Open in 1970 met een score van 285.
De nieuwe club kreeg op 8 april 1932 het predicaat Royal. In dat jaar werd ook het logo van de club geïntroduceerd met de tekst: "Ludus Palma Potior" ("the game supercedes the man").

## Golftoernooien
- Zuid-Afrikaans Open gespeeld: 1910, 1914, 1923, 1929, 1936, 1953, 1965, 1983, 1990 & 1996
- South African Amateur Strokeplay Championship: 1983 & 1992
- Vodacom Players Championship: 1999-2002
- Zuid-Afrikaans Amateur Kampioenschap: 1910, 1914, 1923, 1929 en 1953 gelijk met het ZA Open, in 1985 en 1994 apart.

## Trivia
Royal Durban is niet de enige golfbaan die in een renbaan is aangelegd, dit gebeurde onder meer ook in Leopardstown, de Wellington Golf Oostende en de Golf und Land Club Köln.